# Echipa națională de fotbal a Zambiei
Echipa națională de fotbal a Zambiei este echipa națională de fotbal a Zambiei și este controlată de Asociația de Fotbal a Zambiei. Înainte de obținerea independenței erau cunoscuți drept Echipa națională de fotbal a Rhodesiei de Nord.

## Palmares
COSAFA Cup
Campioni: 1997, 1998, 2006
Locul doi: 2004, 2005, 2007
CECAFA Cup
Campioni: 1984 ,1991, 2006
Locul doi: 1976, 1977, 1978, 1988, 2006
Cupa Africii pe Națiuni
Campioni: 2012
Locul doi: 1974, 1994

## Campionatul Mondial
- 1930 până la 1966 - Nu a participat
- 1970 până la 2010 - Nu s-a calificat

## Cupa Africii pe Națiuni
| - 1957 to 1968 - Nu a participat - 1970 - Nu s-a calificat - 1972 - Nu s-a calificat - 1974 - Locul doi - 1976 - Nu s-a calificat - 1978 - Faza grupelor - 1980 - Nu s-a calificat - 1982 - Locul trei |  | - 1984 - Nu s-a calificat - 1986 - Faza grupelor - 1988 - S-a retras - 1990 - Locul trei - 1992 - Sferturi - 1994 - Locul doi - 1996 - Locul trei - 1998 - Faza grupelor |  | - 2000 - Faza grupelor - 2002 - Faza grupelor - 2004 - Nu s-a calificat - 2006 - Faza grupelor - 2008 - Faza grupelor - 2010 - Sferturi - 2012 - Campioni |

## Antrenori
- Samuel Ndhlovu
- Jochen Figge (1992–1993)
- Godfrey Chitalu (1993)
- Ian Porterfield (1993–1994)
- Roald Poulsen (1994–1996)
- George Mungwa (1996–1997)
- Obby Kapita (1997)
- Burkhard Ziese (1997–1998)
- Ben Bamfuchile (1998–2001)
- Jan Brouwer (2001)
- Roald Poulsen (2002)
- Kalusha Bwalya (2003–2006)
- Patrick Phiri (2006–2008)
- Hervé Renard (mai 2008–aprilie 2010)
- Dario Bonetti (iulie 2010)
- Hervé Renard (octombrie 2011–prezent)